# ジョルジュ・シャルピー
ジョルジュ・オーギュスタン・アルベール・シャルピー（フランス語: Georges Augustin Albert Charpy, 1865年9月1日 - 1945年11月25日）はフランスの科学者。シャルピー衝撃試験を考案した。1885年から1887年までエコール・ポリテクニークで学び、海兵砲で学位を取得した。1887年にエコール・モンジュの教員となった。1892年に物理学の論文を発表した。1920年、パリ国立高等鉱業学校で冶金学の教員となった。1922年にエコール・ポリテクニークで一般化学の教授となった。

## 参考資料
- Annales des Mines. “George Augustin Albert CHARPY (1865-1945)”. 2007年1月20日閲覧。